# Fujimi
Fujimi (jap. 富士見市, -shi, wörtlich: Fujiblick) ist eine Stadt in der Präfektur Saitama auf Honshū, der Hauptinsel von Japan.

## Geografie
Fujimi liegt südlich von Kawagoe und westlich von Saitama.
Der Arakawa durchfließt die Stadt von Nordosten nach Südosten.

## Geschichte
Fujimi erhielt am 10. April 1972 das Stadtrecht.

## Verkehr
- Zug:
  - Tōbu Tōjō-Hauptlinie
- Straße
  - Nationalstraße 254, nach Tokio
  - Nationalstraße 463

## Angrenzende Städte und Gemeinden
- Fujimino
- Saitama
- Kawagoe
- Shiki
- Niiza

## Persönlichkeiten
- Satomi Koike (* 1950), Eisschnellläuferin
- Chieko Itō (* 1954), Eisschnellläuferin
- Takanori Sugeno (* 1984), Fußballspieler